# Clupeacharax anchoveoides
Clupeacharax anchoveoides es una especie de peces de la familia Triportheidae en el orden de los Characiformes, es la única especie del género Clupeacharax y de la subfamilia Clupeacharacinae.

## Morfología
Los machos pueden llegar alcanzar los 6,6 cm de longitud  total.

## Hábitat
Vive en zonas de clima tropical.

## Distribución geográfica
Se encuentran en Sudamérica: cuencas de los ríos  Amazonas, Paraná (Corrientes, Argentina) y Paraguay.